# Дуоба (Раштский район)
Дуоба (тадж. Дуоба) — деха́ (сельский населённый пункт) в Раштском районе РРП Таджикистана. Входит в состав сельской общины (джамоата дехота) Тагоба. Расстояние от села до центра района (пгт Гарм) — 30 км, до центра джамоата (село Тагоба) — 1 км. Население — 1148 человек (2017 г.), таджики. Население в основном занято сельским хозяйством (животноводство и растениводство). Земли орошаются главным образом водами горных источников.